# Agosto (filme)
Agosto é um longa metragem de 1988, co-produzido por Portugal e França e realizado por Jorge Silva Melo.
O filme é uma adaptação da obra "La Spiaggia" de Cesare Pavese e sua estréia ocorreu no Festival de Cinema de San Sebastian.

## Sinopse
O filme se passa na praia da Arrábida, quando o trio: Carlos, Dário e Alda, passam as férias e esqueçem dos seus problemas corriqueiros.[carece de fontes?]

## Elenco
- Christian Patey ...  Carlos
- Olivier Cruveiller ...  Dário
- Marie Carré ...  Alda
- Manuela de Freitas ...  Nina
- Pedro Hestnes ...  Alberto (como Pedro Hestnes Ferreira)
- José Nascimento ...  Rodrigo
- Fernando Mora Ramos ...  Emílio
- Glicínia Quartin - Idosa com livro